# A Mind Beside Itself suita
A Mind Beside Itself je dvadeset-minutna suita progresivnog metal sastava Dream Theater, s albuma Awake. Suita se sastoji od tri skladbe, a tekst za sve tri napisao je gitarist John Petrucci. On je ujedno i skladao pjesmu The Silent Man, dok su u skladanju svih ostalih pjesama sudjelovali svi članovi sastava. Iako je suita izdana još 1994. godine, tekstovi pjesama pokazali su se vrlo teško shvatljivi, iako je očito kako su povezani s religijom. Također valja napomenuti da "A Mind Beside Itself" simbolizira riječ paranoju. 

## Skladbe
1. Erotomania
2. Voices
3. The Silent Man

## Izvođači
- James LaBrie - vokali
- John Petrucci - električna gitara, akustična gitara
- John Myung - bas-gitara
- Mike Portnoy - bubnjevi
- Kevin Moore - klavijature

## Vanjske poveznice
- Službene stranice sastava Dream Theater